# مارجوری استونمن داگلاس
مارجوری استونمن داگلاس (۷ آوریل ۱۸۹۰). – ۱۴ مه ۱۹۹۸) روزنامه‌نگار، نویسنده، مدافع حق رای زنان، و حافظ محیط زیست آمریکایی بود که به خاطر دفاع سرسختانه‌اش از اورگلیدز در برابر تلاش‌ها برای تخلیه آن و بازپس‌گیری زمینش شهرت داشت. او که به عنوان یک زن جوان برای کار در میامی هرالد به میامی نقل مکان کرد، به یک نویسنده مستقل تبدیل شد و بیش از صد داستان کوتاه را تولید کرد که در مجلات مشهور منتشر شد. تأثیرگذارترین اثر او کتاب The Everglades: River of Grass (۱۹۴۷) بود که مفهوم رایج اورگلیدز را به‌عنوان رودخانه‌ای ارزشمند به جای باتلاقی بی‌ارزش بازتعریف کرد. تأثیر آن با کتاب تأثیرگذار «بهار خاموش» راشل کارسون (۱۹۶۲) مقایسه شده‌است. کتاب‌ها، داستان‌ها و حرفه روزنامه‌نگاری او موجب نفوذ او در میامی شد و او را توانا ساخت تا اهداف خود را پیش ببرد.

## اوایل زندگی

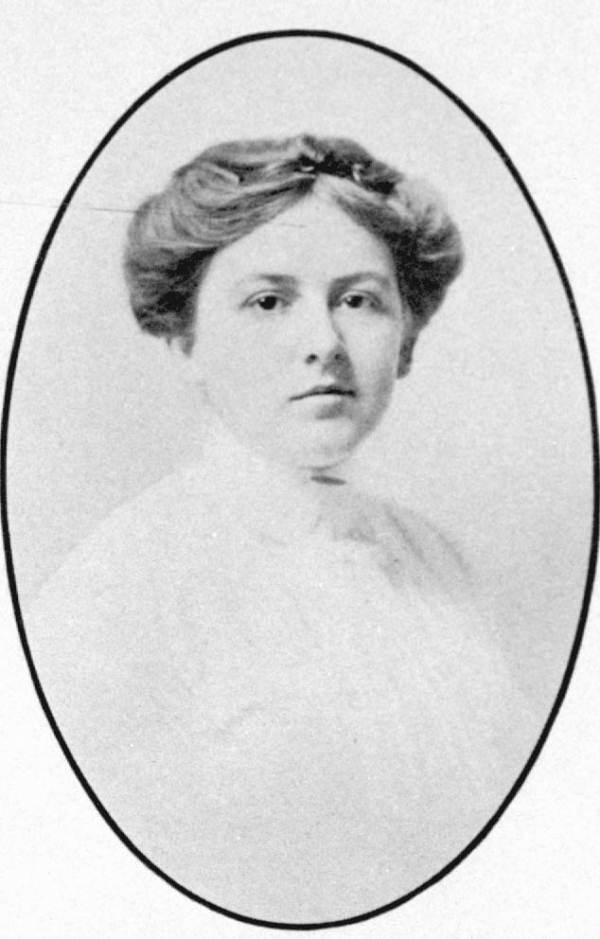
مارجوری استونمن داگلاس در دوره جوانی

مارجوری استونمن در ۷ آوریل ۱۸۹۰ در مینیاپولیس، مینه سوتا زاده شد. او تنها فرزند ویولونیست کنسرت فلورانس لیلیان ترفتن (۱۸۵۹–۱۹۱۲) و فرانک برایانت استونمن (۱۸۵۷–۱۹۴۱) بود. یکی از اولین خاطرات او این بود که پدرش آهنگ هیوااتا را برای او آواز می‌خواند، که در آن او با شنیدن اینکه درخت باید جان خود را بدهد تا چوب قایق‌رانی به هیوااتا بدهد، گریه کرد. او یک خواننده اولیه و مشتاق بود. اولین کتاب او ماجراهای آلیس در سرزمین عجایب بود که تا بزرگسالی آن را حفظ کرد. او در چهار سالگی از فلوریدا دیدن کرد و بارزترین خاطره او از این سفر، چیدن پرتقال از درختی در هتل تامپا بی بود. از آنجا او و والدینش سفری دریایی از تامپا به هاوانا را آغاز کردند.

### تحصیل و ازدواج
مارجوری در سال ۱۹۰۸ با وجود تردیدهای شدید در مورد وضعیت روانی مادرش، دانشگاه را ترک کرد. خاله و مادربزرگش نگرانی‌های او را با هم در میان گذاشتند، اما متوجه شدند که برای شروع زندگی‌اش باید آنجا را ترک کند. او یک دانشجوی مستقیم در کالج ولزلی بود، که در سال ۱۹۱۲ با مدرک کارشناسی زبان انگلیسی دانش‌آموخته شد. او موفقیت خاصی در کلاس سخنرانی پیدا کرد و با شش نفر از همکلاسی‌هایش به اولین باشگاه حق رأی پیوست. او به عنوان سخنور کلاس انتخاب شد، اما نتوانست این وظیفه را انجام دهد، زیرا قبلاً در فعالیت‌های دیگری شرکت داشت. مادرش در طول سال آخر، هنگام بازدید از خانه، توده‌ای روی سینه‌اش به او نشان داد. مارجوری ترتیب عمل جراحی را برای برداشتن آن انجام داد. پس از جشن دانش‌آموختگی، خاله اش به او اطلاع داد که مادرش فوت کرده‌است. خانواده ترتیب تشییع جنازه را به مارجوری واگذار کردند.

## حرفه
داگلاس زمانی که جمعیت شهر کمتر از ۵۰۰۰ نفر بود وارد فلوریدا جنوبی شد. پدرش، فرانک استونمن، اولین ناشر این مقاله بود که بعداً به میامی هرالد تبدیل شد. استونمن با شور و اشتیاق با فرماندار فلوریدا، ناپلئون بناپارت برووارد، و تلاش‌های او برای تخلیه اورگلیدز مخالفت کرد. او برروارد را چنان خشمگین کرد که وقتی استونمن در انتخابات برای قاضی مدار پیروز شد، بروارد از تأیید انتخابات خودداری کرد، بنابراین استونمن تا آخر عمر بدون انجام وظایف یک قاضی به عنوان «قاضی» شناخته شد.

## فعالیت
حق رای زنان مورد علاقه اولیه داگلاس بود، و اگرچه او در کار اولیه خود در میامی هرالد از بحث و جدل دوری می‌کرد، در سومین روز خود به عنوان مقاله‌نویس جامعه، حق رای را انتخاب کرد و شروع به تمرکز بر نوشتن دربارهٔ زنان در پست‌های رهبری کرد. . در سال ۱۹۱۷، او به همراه مری بیرد برایان، همسر ویلیام جنینگز برایان و دو زن دیگر به تالاهاسی سفر کرد تا در حمایت از حق رای زنان صحبت کند. داگلاس از استقبالی که این گروه از مجلس قانونگذاری فلوریدا داشت، تحت تأثیر قرار نگرفت. او بعداً در مورد تجربه خود نوشت: «هر چهار نفر با یک کمیته مشترک با بهترین کلاه خود صحبت کردیم. صحبت کردن با آنها مانند صحبت کردن با تصاویر حکاکی شده بود. آنها اصلاً به ما توجه نکردند.» داگلاس پس از بازگشت از اروپا در سال ۱۹۲۰ توانست برای اولین بار رای دهد.

## زندگی شخصی
اگرچه داگلاس در یک خانواده اسقفی بزرگ شد، اما در طول زندگی خود را آگنوستیک توصیف کرد و هر گونه مراسم مذهبی را در یادبود خود ممنوع کرد. داگلاس زمانی که مادرش در حال مرگ بود، آگنوستیک خود را به دعاهای بی پاسخ او گره زد. با این حال، او انگیزه حمایت خود از حق رای زنان را مدیون پدربزرگ و مادربزرگ کواکری خود می‌دانست که فداکاری‌شان برای الغای برده‌داری را تحسین می‌کرد و با افتخار ادعا می‌کرد که لوی کافین، سازمان‌دهنده راه‌آهن زیرزمینی، عموی بزرگ اوست. او نوشت که همسرش دوست هریت بیچر استو بود و داستان فرار الیزا در کلبه عمو تام از بردگی را به استو ارائه کرده بود زیرا عمه بزرگ داگلاس پس از فرار از الیزا و نوزادش مراقبت می‌کرد. فرانک استونمن در یک مستعمره کویکرها بزرگ شد، و داگلاس معتقد بود که در طول زندگی خود، حتی پس از گرویدن به آیین اسقفی، نکاتی را در مورد تربیت خود حفظ کرده‌است. نویسنده جک دیویس و همسایه‌اش هلن مویر پیشنهاد می‌کنند که این تأثیر کواکر در پس استفاده داگلاس از «دوستان» در نام‌گذاری سازمان‌ها به نام دوستان اورگلیدز و دوستان کتابخانه‌های عمومی میامی-دد بوده‌است.

## جوایز، مرگ و میراث
داگلاس در روزهای اولیه نوشتن برای The Miami Herald شروع به کسب افتخار کرد. در دهه ۱۹۸۰، جوایزش معتبرتر شدند و واکنش‌های او نسبت به آنها متفاوت بود. دپارتمان منابع طبیعی فلوریدا (در حال حاضر اداره حفاظت از محیط زیست فلوریدا) در سال ۱۹۸۰ دفتر مرکزی خود را در تالاهاسی به نام او نامگذاری کرد که به نظر او افتخاری مشکوک بود. او به یکی از دوستانش گفت که ترجیح می‌دهد اورگلیدز را بازسازی شده ببیند تا نامش بر روی یک ساختمان باشد. او در طول سخنرانی مودبانه خود، رونالد ریگان و جیمز وات، وزیر کشور وقت، را به دلیل رویکرد ضعیف آنها در حفاظت از محیط زیست مورد انتقاد قرار داد.
در سال ۱۹۸۶ انجمن حفاظت از پارک‌های ملی جایزه مارجوری استونمن داگلاس را تأسیس کرد که «به افرادی که اغلب باید برای دفاع از سیستم پارک ملی تلاش زیادی کنند» اهدا می‌شود. علیرغم نابینایی و کاهش شنوایی، داگلاس به فعالیت خود ادامه داد و با دیدار ملکه الیزابت دوم، که داگلاس یک نسخه امضا شده از The Everglades: River of Grass را در سال ۱۹۹۱ به او داد.
داگلاس به‌جای هدایا و جشن‌ها درخواست کرد که در روز تولد او درخت‌هایی کاشته شود که در نتیجه بیش از ۱۰۰۰۰۰ درخت در سراسر ایالت کاشته شد.

## آثار قابل توجه

### کتاب‌ها
- The Everglades: River of Grass. Rinehart, 1947
- Road to the Sun. Rinehart, 1952.
- Freedom River Florida 1845. Charles Scribner's Sons, 1953
- Hurricane. Rinehart, 1958 (revised, 1976)
- Alligator crossing. John Day, 1959.
- The Key to Paris. Keys to the Cities Series. Lippincott, 1961.
- Florida the Long Frontier. Harper & Row, 1967
- The Joys of Bird Watching in Florida. Hurricane House, 1969
- Adventures in a Green World – The Story of David Fairchild and Barbour Lathrop. Field Research Projects. 1973
- Marjory Stoneman Douglas: Voice of the River. with John Rothchild. Pineapple Press, Inc. 1987.